# Романи (Бјела)
Романи је насеље у Италији у округу Бијела, региону Пијемонт.
Према процени из 2011. у насељу је живело 24 становника. Насеље се налази на надморској висини од 792 м.